# Tomas Adlercreutz
Tomas Adlercreutz, ursprungligen Eriksson, från 1674 Teuterström, 1700 adlad Adlercreutz, född 10 september i 1643 i Stortötar i Lojo, död 15 oktober 1710 i Stockholm, var en finländsk ämbetsman och godsägare.

## Biografi
Adlercreutz föddes 1643 som yngste son i en bondfamilj på Biskops rusthåll i Stortötar i Lojo. Efter att han arbetat som dräng prövade han sin lycka i Sverige. Han arbetade hos riksrådet Erik Fleming som betjänt och kusk för att sedan avancera sig till skrivare. År 1669 påbörjade han tjänsten som extraordinarie bokhållare i Kammarkollegiet medan han fortfarande var i Flemings tjänst. År 1679 var han ombud i Estland för Flemings änka Christina Cruus. År 1674 utnämndes till ordinarie skrivare vid kollegiet och tog sig namnet Teuterström.
Adlercreutz visade sig flitig och vann kung Karl XI:s gunst, vilket resulterade i att han beordrades till Skånelandskapet för att utreda om pantgods och organisera inledningsverket. Adlercreutz  utnämndes till kamrer i reduktionskommissionen för att år 1689 bli utnämnd till krigskamrer. År 1694 blev han kamrer på Kammarkollegiet för att sedan adlas år 1700. Han valde namnet Adlerceutz och blev stamfader för den adliga släkten Adlercreutz. År 1702 började han sin tjänst som kunglig räntmästare.

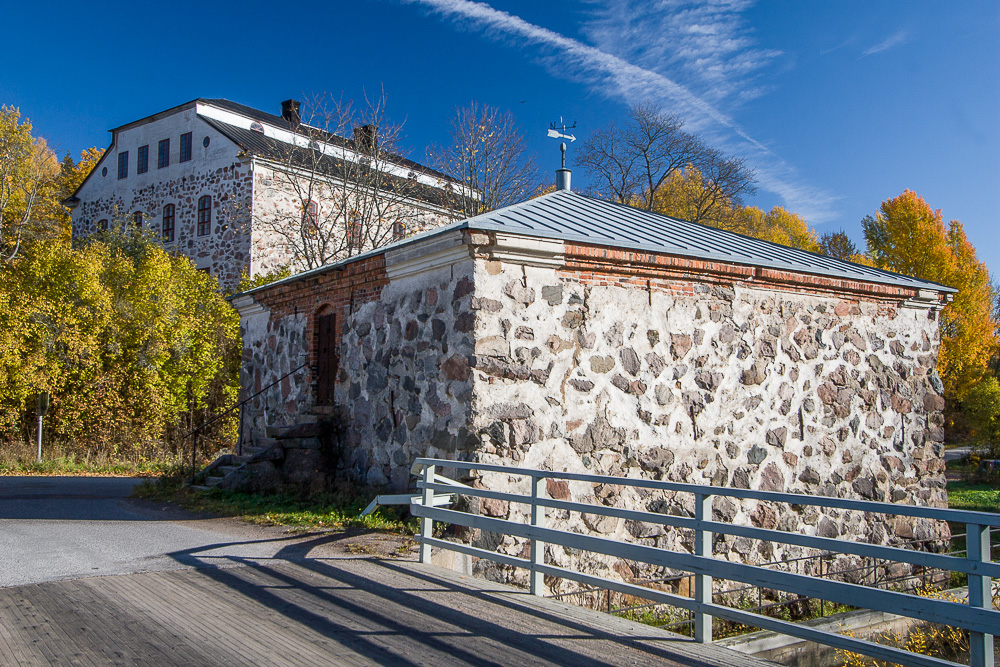
Sjundby slott i Sjundeå.

Adlercreutz förvärvade flera egendomar Finland, varav en av de mest betydande Sjundby i Sjundeå år 1698. Andra egendomar inkluderade Tötars gård, Boe i Borgå, Ladugården i Ekenäs, Råskogen i Nurmijärvi och Veijo i Korplax.
År 1688 ingick Tomas Adlercreutz äktenskap med den skånska adelsdamen Sofia Ehrenborg. Paret fick nio barn, varav sex överlevde till vuxen ålder. 
Adlercreutz avled år 1710 av pesten och begravdes i Jakobs kyrka i Stockholm. Efter det stora nordiska kriget år 1724 lät hans söner föra över kvarlevorna till Borgå domkyrka.